# Танг (остров)
Танг (кхмер. កោះតាង) — самый большой остров одноимённого архипелага, расположенный Сиамском заливе в 52 километрах от побережья Камбоджи. Остров относится к провинции Кампонгсаом. В настоящий момент на острове расположена военная база. Название острова можно перевести, как «Легендарный остров», от (кхмер. កោះ) кох — остров, (кхмер. តាង) танг — легенда.

## География
Остров сложен коренными породами с наивысшей точкой в его северной оконечности. Две неглубоких бухты расположены в восточной и западной части, образовывая перешеек, соединяющий южный берег и северное плато. Побережье восточной бухты образовано коралловым пляжем. В 1,3 км на восток расположен остров Туть, в 2,2 км на юг — остров Дамлонг. Также в архипелаг входят два острова — Муй и Пий, расположенные в 8,4 и 9,6 км соответственно.

## История

### Резня на Танге
В мае 1975 года войска «красных кхмеров» высадились на вьетнамском острове Тхотю, похитили 513 мирных жителей (практически все население острова) и переправили их на Танг, где в итоге всех казнили.

### Инцидент с «Маягуэс»
12 мая 1975 года американское торговое судно «Маягуэс» (Mayagüez), шедшее в камбоджийских территориальных водах, было остановлено патрульными катерами «красных кхмеров». Это произошло месяц спустя после захвата Пол Потом власти в Камбодже и две недели спустя после окончания Вьетнамской войны. Корабль был поставлен на якорь, а его экипаж, подозреваемый в шпионаже, впоследствии переправлен на материк.
Администрация США восприняла произошедшее как вызов, брошенный стране после недавнего поражения в Индокитае. Практически сразу был принят курс на проведение военной операции по освобождению экипажа. Американская авиация атаковала все камбоджийские катера, обнаруженные в этом районе, чтобы парализовать сообщение между островом и материком.
В ходе боевых действий на Танге погибло 15 и пропало без вести 3 американских военнослужащих (почти все потери понесены на восточном пляже, где были сбиты два вертолёта). Кроме того, 23 американца погибли в катастрофе вертолёта в Таиланде во время подготовки операции. Имена всех американцев, погибших в этих событиях (в том числе в Таиланде), перечислены на стене Мемориала ветеранов Вьетнамской войны в Вашингтоне.

### Захват «Фокси Леди»
Вечером 13 августа 1978 к западной стороне острова Танг причалил парусник «Фокси Леди», который сбился с курса по пути из Сингапура в Бангкок. Корабль был обнаружен и обстрелян «красными кхмерами». Канадец Стюард Гласс погиб на месте. Двое других мореплавателей — англичанин Джон Дьюирст и новозеландец Керри Хэммил прыгнули в воду. Однако они были схвачены. Их перевезли в Пномпень в тюрьму S-21, где под пытками их заставили подписать признание в шпионаже. Дьюирст был казнен в конце августа, Хэммил в октябре того же года.